# Троекуров, Роман Фёдорович
Князь Роман Фёдорович Троекуров — рында, стольник и воевода во времена правления Фёдора Ивановича, Бориса Годунова и в Смутное время.
Из княжеского рода Троекуровы. Старший сын князя Фёдора Михайловича Троекурова. Имел младшего брата, боярина и князя Ивана Фёдоровича (ум. 1621), женатого первым браком на сестре патриарха Филарета — Анне Никитичне Романовой-Юрьевой (ум. 1585), дочери Никиты Романовича и таким образом князь Роман Фёдорович являлся дальним родственником царского рода.

## Биография
В 1587—1593 годах неоднократно упоминается в Дворцовых разрядах в качестве рынды в белом платье при приёмах и представлении Государю польских, немецких и иных послов и гонцов. В 1598 году участвовал на Земском Соборе избравшему в цари Бориса Годунова. В 1603 году послан осматривать Большой полк в Мценск. В 1604—1605 годах рында при представлении Государю персидского, немецкого, английского и польского послов. В эти же года упомянут стольником смотревшим в большой государев стол. В 1605 году, в чине стольника, послан от Государя к боярам и воеводам действующих против войск Лжедмитрия I, с милостивым словом и спросить о их здоровье. В этом же году местничал с князем Фёдором Елецким по поводу назначения в рынды и князем Фёдором Лыковым по выполнению обязанностей стольника. В 1606—1607 годах — первый воевода в Тобольске.
В тексте научной работы Натальи Владимировны Рыбалко: «Персональный состав приказной администрации Лжедмитрия II», князь Роман Фёдорович упомянут руководителем Поместного приказа, которому в 1609 году по грамоте Лжедмитрия II велено было отправить отдельные книги поместий.
По родословной росписи показан бездетным.
Женат на Ульяне Васильевне N, которая в 1627—1630 годах местничала с Екатериной Ивановной Бутурлиной. По изысканиям историка Павла Александровича Муханова, жена княжна — Гликерия Васильевна Прозоровская.

## Отображение в литературе
Образ князя Романа Фёдоровича Троекурова отображается сибирским воеводой в романах: "Мангазея" и "За уральским камнем".